# Hyundai ix55
Hyundai ix55 er en SUV-model fra Hyundai. Den afløste Hyundai Terracan, og blev introduceret i Sydkorea i oktober 2006, og i USA i 2007. På begge disse markeder hedder den Hyundai Veracruz.
Modellen kom til Europa i foråret 2009 under ix55-navnet. Den fås både med en 3,8-liters benzinmotor med 260 hk og en 3,0-liters dieselmotor med 239 hk. I USA markedsføres kun benzinudgaven.
Modellen er baseret på samme platform som den mindre Hyundai Santa Fe. Den fås kun med automatgear, men både med for- og firehjulstræk.